# Rudolf Kolbe

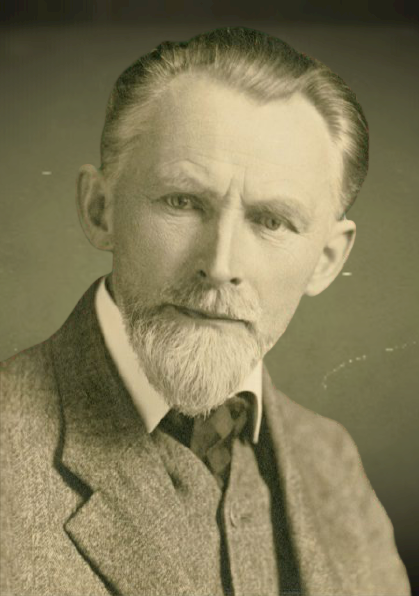
Rudolf Kolbe

Rudolf Kolbe (* 2. Dezember 1873 in Waldheim; † 9. Mai 1947 in Dresden; vollständiger Name: Emil Rudolf Kolbe) war ein deutscher Architekt und Kunstgewerbler, der hauptsächlich in Dresden und der umgebenden Region arbeitete und außer mehreren zu ihrer Zeit viel beachteten evangelischen Kirchen in erster Linie bürgerliche und großbürgerliche Wohnhäuser baute.

## Familie
Rudolf Kolbe wurde 1873 als Sohn eines Anstreicher- und Tapezierermeisters geboren, der sich in seiner Freizeit auch als Landschaftsmaler betätigte. Zu den fünf Geschwistern Rudolf Kolbes, die alle ebenfalls eine künstlerische Begabung zum Beruf machten, gehörte der bekannte Bildhauer Georg.
Rudolf Kolbe heiratete im Jahr 1900 Helene geb. Pahlitzsch (1875–1955). Sie hatten drei gemeinsame Kinder, darunter den Architekten Joachim Kolbe (1904–1991), der zwischen 1932 und 1936 im Büro seines Vaters mitarbeitete.
Eine Werkmonografie zu Kolbe wurde 2010 durch seine Enkelin Andrea Büsing-Kolbe und deren Ehemann Hermann Büsing veröffentlicht.

## Ausbildung und erste Berufsjahre
Rudolf Kolbe besuchte zunächst die Bürgerschule (Volksschule) in seiner Heimatstadt und von 1888 bis 1893 die Städtische Gewerbeschule und die (staatliche) Baugewerkschule Dresden. Anschließend fand er eine erste Anstellung im renommierten Dresdner Architekturbüro Schilling & Graebner, wo er zwei Jahre blieb. 1895 wurde er als Schüler an der Dresdner Kunstakademie aufgenommen. Dort vervollständigte er seine künstlerische Ausbildung im Meisteratelier von Paul Wallot. Von 1898 bis 1901 war Kolbe beim Königlich Sächsischen Hofbauamt in Dresden angestellt. In dieser Zeit beteiligte er sich schon an verschiedenen Architekturwettbewerben und erhielt „für seine hervorragenden künstlerischen Leistungen“ ein „Anerkennungs-Diplom“ der I. Deutschen Bauausstellung Dresden 1900.

## Werk
Nachdem Rudolf Kolbe bereits um 1900 außerhalb seiner Tätigkeit für das Hofbauamt erste Projekte gemeinsam mit dem befreundeten Architekten Oskar Menzel verfolgt hatte, machte er sich im Jahr 1901 offiziell in Dresden selbständig. Außer einigen bürgerlichen Einfamilienhäusern im Dresdner Vorort Loschwitz, bei denen er die bewegte Topografie des Baugeländes geschickt ausnutzte, entstanden auch verschiedene Wettbewerbsentwürfe, mit denen er Aufmerksamkeit erregte. 1906 wurde er von der Stadt Dresden mit einem Reisestipendium aus den Mitteln der Gottfried-Semper-Stiftung ausgezeichnet, das er für Studienreisen nach Italien und Ägypten nutzte.
Wohl spätestens 1906 wurde Kolbe als Mitglied in den Bund Deutscher Architekten (BDA) berufen. 1908 wurden er und sein Freund und früherer Büropartner Oskar Menzel in die Dresdner Künstlervereinigung „Die Zunft“ aufgenommen. Spätestens 1912 wurde er auch Mitglied im Deutschen Werkbund. Im gleichen Jahr schlug Kolbe ein Angebot von Wilhelm Kreis aus, als Lehrer an der seit 1908 von Kreis geleiteten Kunstgewerbeschule Düsseldorf zu arbeiten, da er privat und beruflich fest in Dresden verwurzelt war. In diesen Jahren entwarf er nach ersten kleineren Sakralbauten auch ein größeres Kirchen-Projekt für die 1914 begonnene, erst in den 1920er Jahren vollendete Heilandskirche in Dresden-Cotta.
Während Kolbe kaum Aufträge für kommunale oder staatliche Bauten akquirieren konnte, baute er viele bürgerliche Wohnhäuser für wohlhabende Bauherren und konnte auch mit Entwürfen für Brunnen, Denkmäler und Grabmale Erfolge erzielen. Wegen dieser Erfolge wurde er im Ersten Weltkrieg vom Militärdienst freigestellt und arbeitete 1917/1918 als künstlerischer Beirat der III. Armee und in der Zivilverwaltung der besetzten französischen Gebiete. Er entwarf verschiedene Soldatenfriedhöfe in Frankreich und Kriegerehrungen in Sachsen, die in den frühen 1920er Jahren verwirklicht wurden.

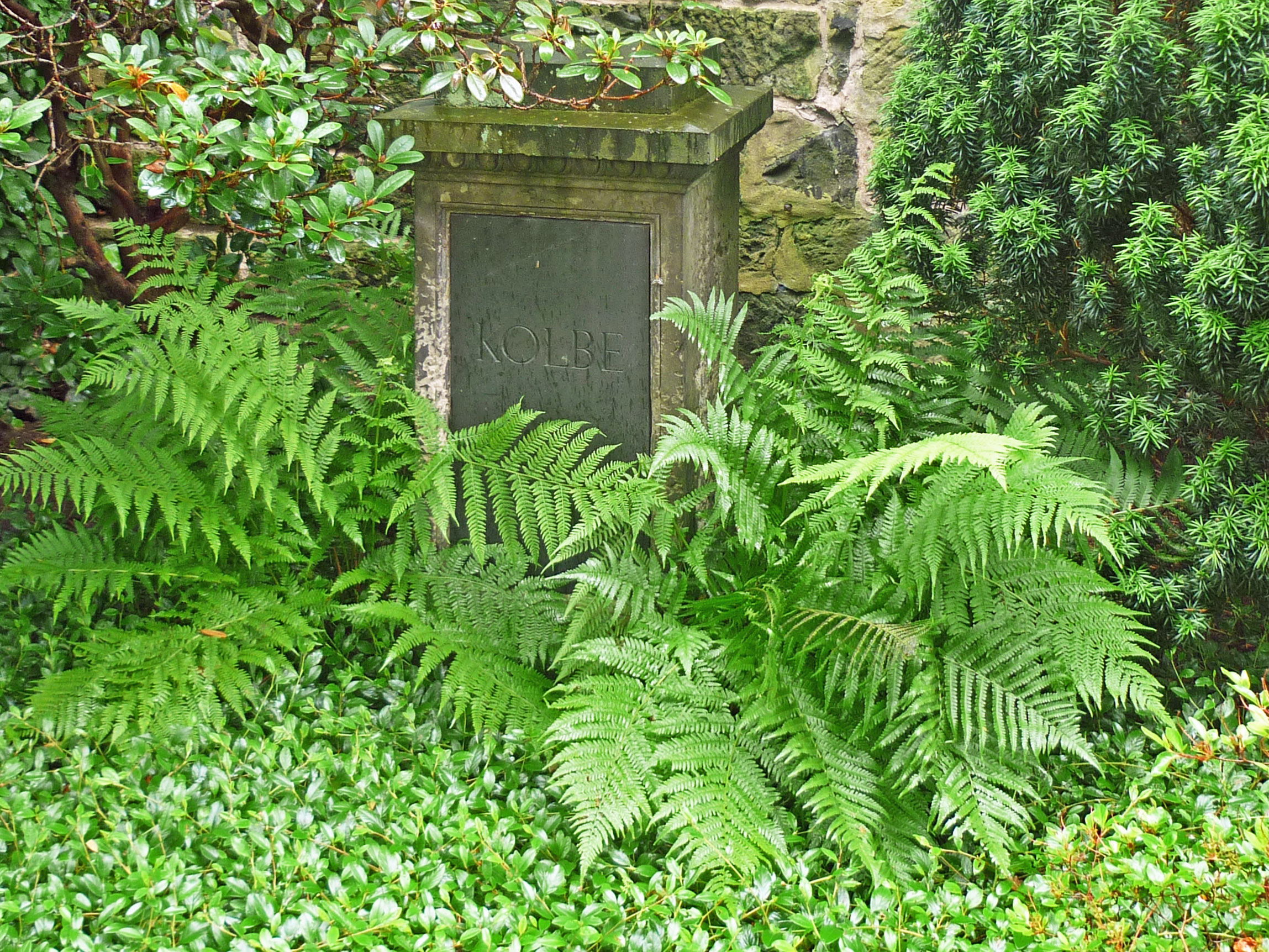
Grab von Rudolf Kolbe auf dem Loschwitzer Friedhof

Nach dem Ersten Weltkrieg arbeitete Rudolf Kolbe – den Zeitumständen entsprechend – zunehmend auch im Bereich des Wohnungs- und Siedlungsbaus, bekanntestes Beispiel sind die nach einem erfolgreichen Wettbewerbsentwurf 1928–1930 errichteten Häuserzeilen an der Nord-, Ost- und Südseite des Marktplatzes in der Gartenstadt Hellerau.
Ab Mitte der 1930er Jahre bekam Rudolf Kolbe nur noch wenige Aufträge, bis es 1938 zur Kontingentierung der Baustoffe kam, so dass viele Bauten nicht ausgeführt werden konnten. Da er als Kirchenarchitekt einen guten Ruf hatte, wurde er in dieser Zeit wenigstens mit Renovierungen und Sanierungen an kirchlichen Bauten überall in Sachsen betraut, wie z. B. am Freiberger Dom, im ganzen immerhin 30 Aufträge. Nach dem Ende des Zweiten Weltkriegs konnte er letzte Erfolge verbuchen, denn bei seiner Beteiligung am Wettbewerb zu Ehrenmalen für die Massengräber in Zeithain bei Riesa erhielt er den 1. Preis und sein Entwurf eines Ehrenmals für die Luftkriegsopfer auf dem Johannisfriedhof in Dresden-Tolkewitz wurde in den Hauptzügen ausgeführt.

### Bauten und Entwürfe

#### Wohnbau

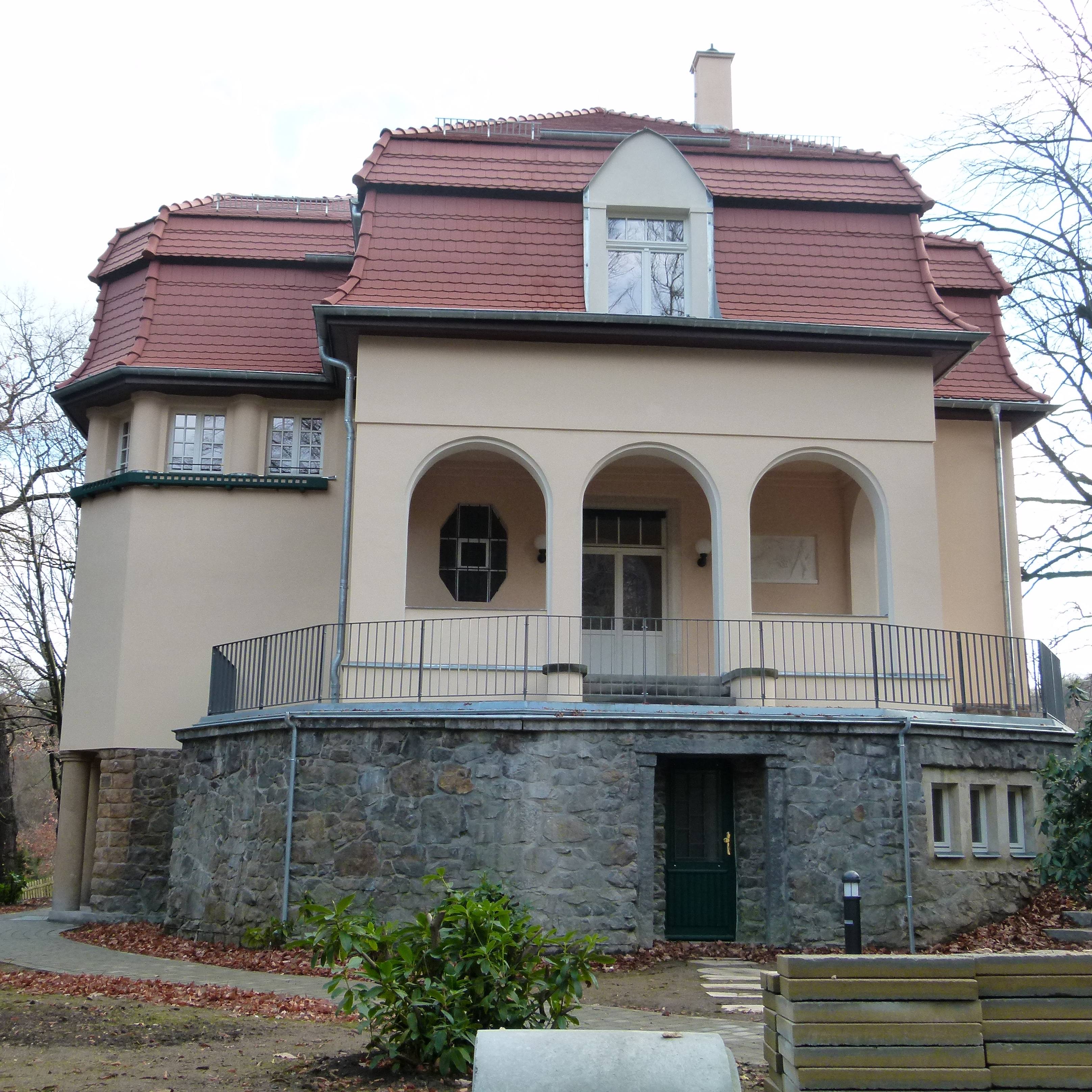
„Villa Rosenhügel“ in Dresden-Loschwitz, Sonnenleite 3

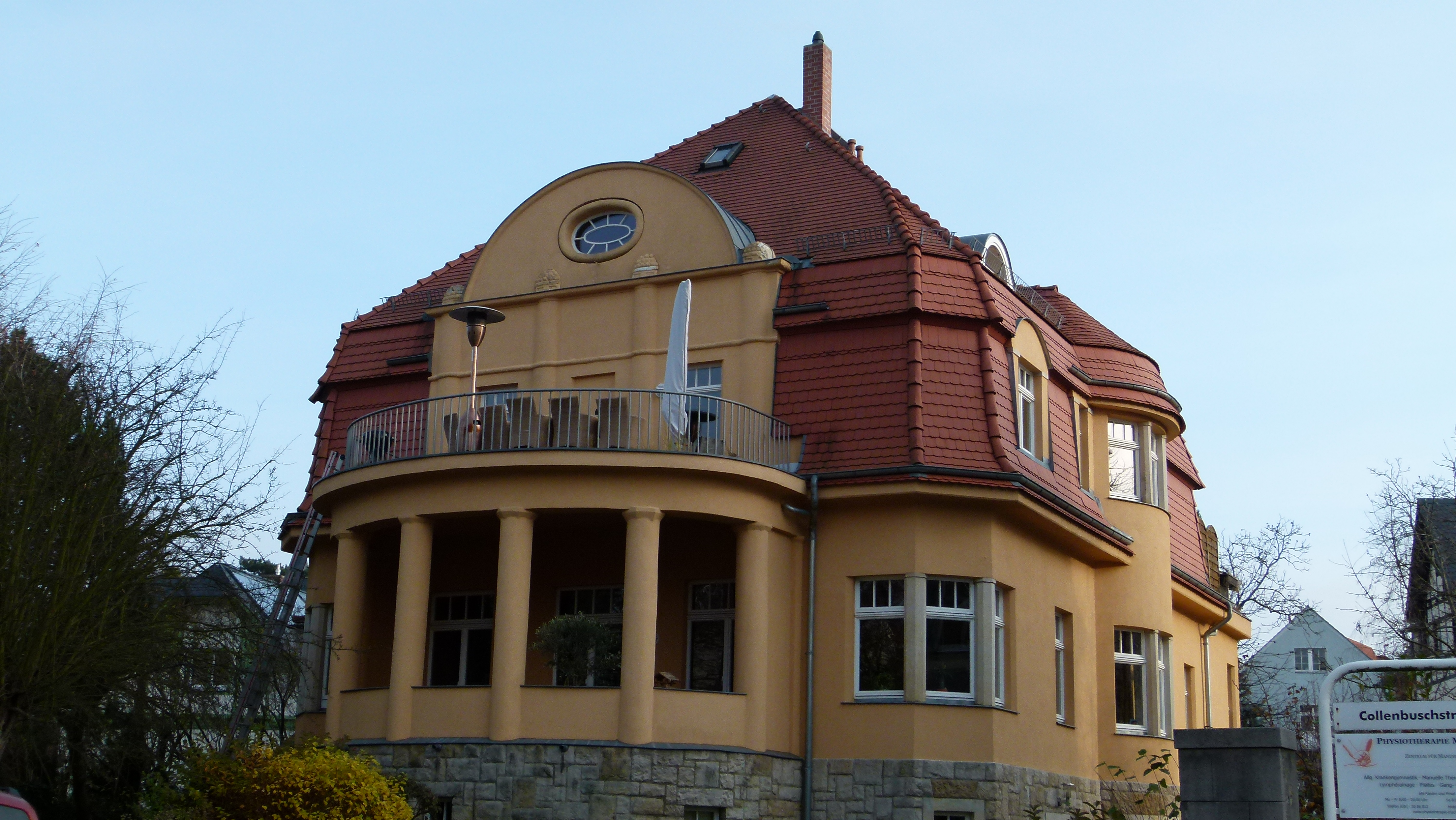
Landhaus Kruse in Dresden-Weißer Hirsch, Collenbuschstr. 18

Zwischen 1900 und 1936 entstanden 37 Einfamilienhäuser nach Kolbes Entwürfen, hauptsächlich in Dresden-Loschwitz und Dresden-Wachwitz, von denen viele unter Denkmalschutz stehen. Den Anfang dieser Werkgruppe markieren verschiedene Wohnhäuser an der Hermann-Vogel-Straße in Loschwitz, die noch in der Phase von Kolbes Zusammenarbeit mit Oskar Menzel entstanden sind.
- 1900–1901: eigenes Wohnhaus in Dresden-Loschwitz, Hermann-Vogel-Straße 4 (unter Denkmalschutz, ID-Nr. 09211254)
- 1901: Wohnhaus in Dresden-Loschwitz, Malerstraße 8
- 1901: Wohnhaus in Dresden-Niederpoyritz, Staffelsteinstraße 29
- 1902: Villa in Dresden-Loschwitz, Sierksstraße 31
- 1902: Villa „Bergfrieden“ in Dresden-Loschwitz, Hermann-Vogel-Straße 8 (unter Denkmalschutz, ID-Nr. 09211253)
- 1903: Wohnhaus in Dresden-Niederpoyritz, Staffelsteinstraße 33
- 1903: Landhaus Beust in Dresden-Loschwitz, Malerstraße 16 (unter Denkmalschutz, ID-Nr. 09211200)[1]
- 1903: Villa „Margarita“ in Dresden-Loschwitz, Steglichstraße 11
- 1904: Wohnhaus in Dresden-Loschwitz, Ludwig-Richter-Straße 4
- 1906–1909: Villa „Goldregen“ in Dresden-Loschwitz, Steglichstraße 9b (unter Denkmalschutz, ID-Nr. 09211372)
- 1907: Villa „Malve“ in Dresden-Loschwitz, Steglichstraße 9 (unter Denkmalschutz, ID-Nr. 09211371)
- 1907: Villa „Anemone“ in Dresden-Loschwitz, Sonnenleite 1
- 1908: Villa in Dresden-Loschwitz, 2. Steinweg 2
- 1908: Villa „Wiesenschlösschen“ in Dresden-Pillnitz, Wilheln-Wolf-Straße 9
- 1908: Villa „Marienfels“ in Kriebstein, Flur Schönfeld
- 1908–1909: „Villa Rosenhügel“ in Dresden-Loschwitz, Sonnenleite 3 (unter Denkmalschutz, ID-Nr. 09211397)
- 1909–1910: Villa „Iris“ in Dresden-Loschwitz, Sonnenleite 7 (unter Denkmalschutz, ID-Nr. 09211395)
- 1909–1910: Villa in Dresden-Loschwitz, Sonnenleite 12
- um 1910: Villa in Dresden-Wachwitz, Wachwitzer Bergstraße 3
- 1910: Wohnhaus in Dresden-Wachwitz, Wachwitzer Bergstraße 10–12
- 1910–1911: Landhaus Kruse in Dresden-Weißer Hirsch, Collenbuschstraße 18 (unter Denkmalschutz, ID-Nr. 09211668)
- 1911: Wohnhaus in Dresden-Loschwitz, Krügerstraße 80
- 1912: Villa in Dresden-Loschwitz, Preußstraße 10 (unter Denkmalschutz, ID-Nr. 09217791)
- 1912: Wohnhaus in Dresden-Loschwitz, Ludwig-Richter-Straße 12
- 1912: Wohnhaus in Dresden-Wachwitz, Wachwitzer Bergstraße 14
- 1914: Villa in Dresden-Wachwitz, Wachwitzer Bergstraße 8
- 1915: Waldhaus Fröhne in Hartha
- 1919–1928: Siedlungsbauten für den Spar- und Bauverein in Radeberg, Schillerstraße, Lessingstraße (mit Veränderungen erhalten)
- 1921–1922: Villa für den Fabrikanten Carl Schmieder in Dresden-Strehlen, Winterbergstraße 2 (mit Gartenanlage unter Denkmalschutz, ID-Nr. 09212429)
- 1926: Villa in Dresden-Loschwitz, Veilchenweg 27
- 1927: Wohnhaus in Dresden-Loschwitz, Hermann-Vogel-Straße 10
- 1928–1930: Marktplatzbebauung in der Gartenstadt Hellerau (unter Denkmalschutz, ID-Nr. 09210156)
- 1931: Wohnhaus in Dresden-Loschwitz, Ludwig-Richter-Straße 16
- 1931: Wohnhaus in Lohmen, Stolpener Str. 5
- 1934: Wohnhaus in Großröhrsdorf, Melanchthonstraße 22
- 1935: Wohnhaus in Dresden-Bühlau, Oybiner Straße 5
- 1936: Wohnhaus in Dresden-Loschwitz, Robert-Diez-Straße 10b
- 1936: Wohnhaus für Marie Gräfin von Schmettow in Dresden-Weißer Hirsch, Lahmannring 5b (unter Denkmalschutz, ID-Nr. 09211701)

#### Kirchengebäude

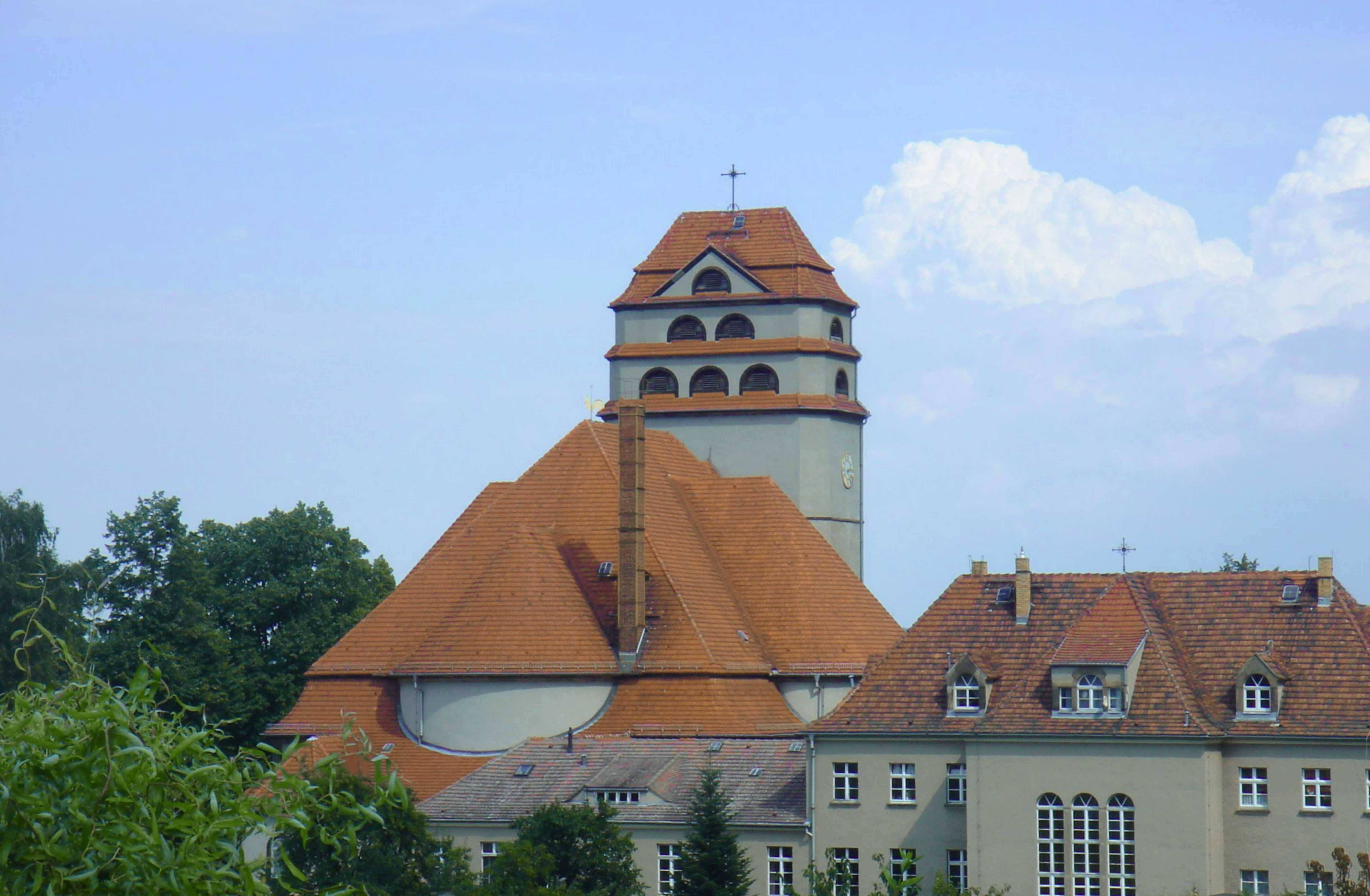
Heilandskirche, Dresden

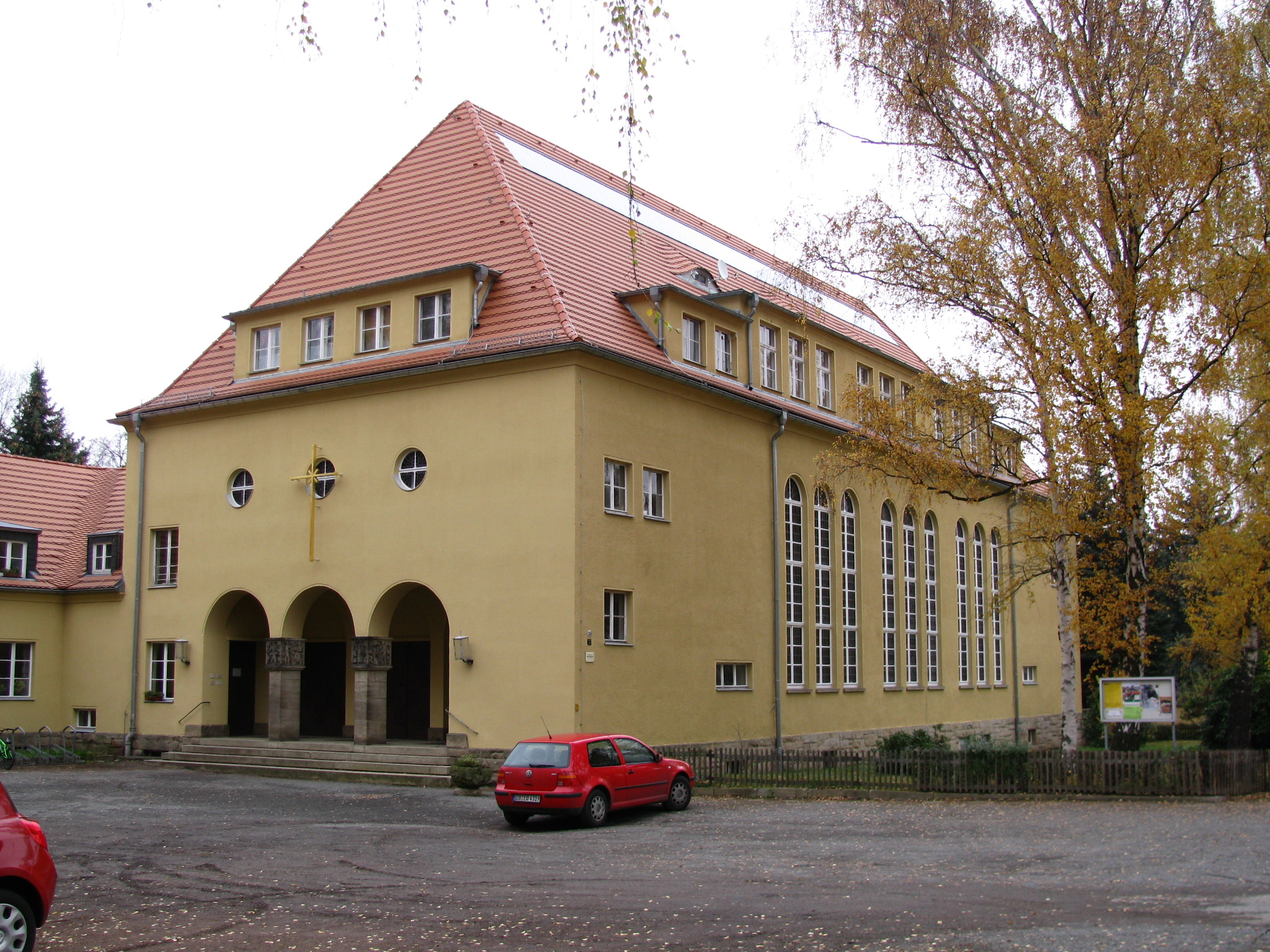
Hoffnungskirche, Dresden (Blick von der Clara-Zetkin-Straße)

- Die evangelische Kirche in Graupa mit dem charakteristisch niedrigen Turm. Die Rollstühle an den Säulen sind eine Werbeaktion und sollen helfen, Geld zu sammeln für einen behindertengerechten Zugang zur Kirche.1908: Kirche in Graupa[2][3]

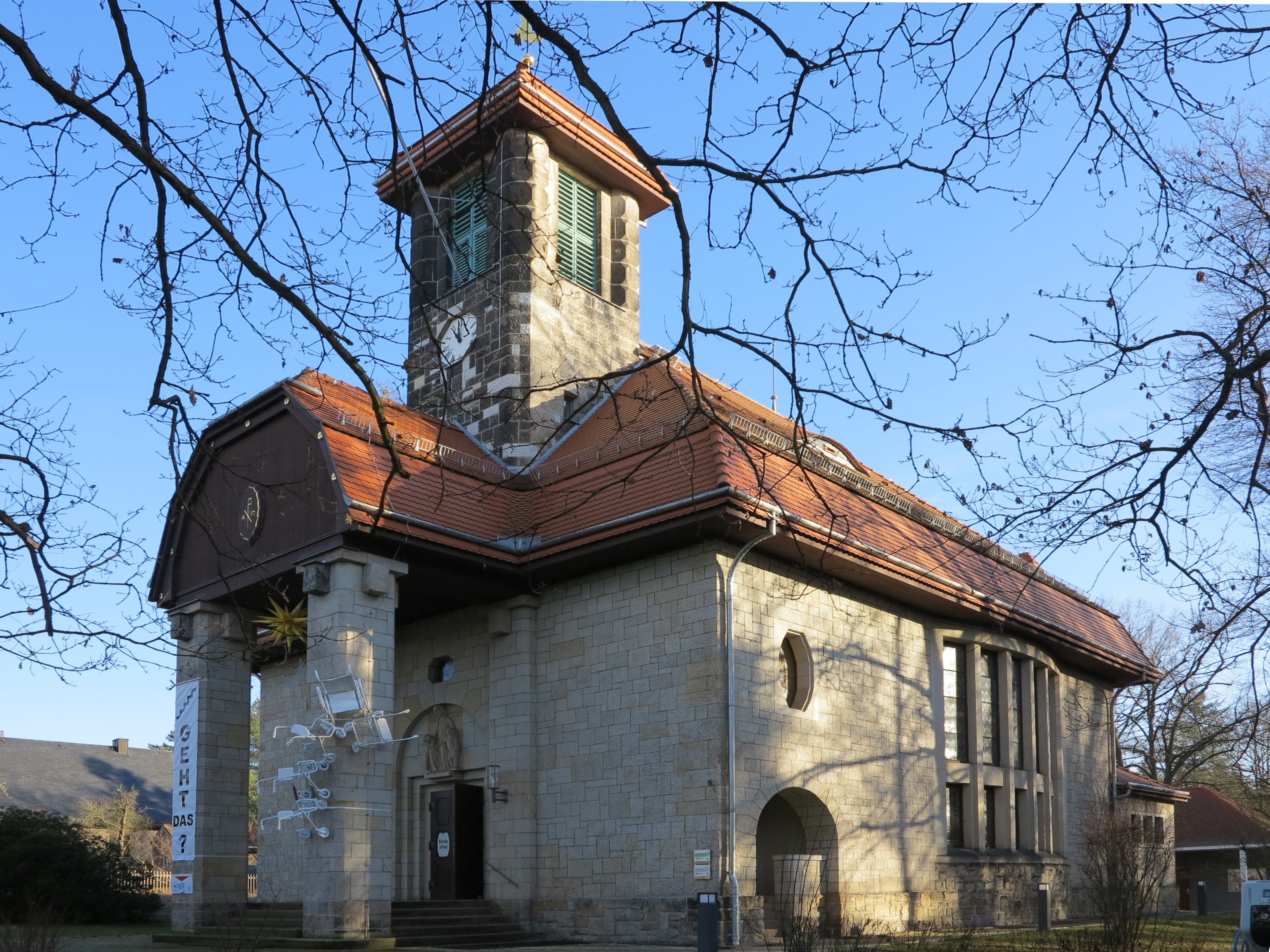
Die evangelische Kirche in Graupa mit dem charakteristisch niedrigen Turm. Die Rollstühle an den Säulen sind eine Werbeaktion und sollen helfen, Geld zu sammeln für einen behindertengerechten Zugang zur Kirche.

- 1908: Parentationshalle in Tharandt Friedhof, Wilsdruffer Straße
- 1914–1928: Heilandskirche in Dresden-Cotta
- 1924–1926: Lutherkirche in Ellefeld
- 1935–1936: Hoffnungskirche in Dresden-Löbtau

#### Brunnen, Denkmäler, Kriegerehrungen, Grabmale
- 1909: Ludowieg-Brunnen in (Hamburg-) Harburg (Elbe), im Stadtpark (als Denkmal für den 1908 verstorbenen Oberbürgermeister Julius Ludowieg; Standort bis 1929 an der Buxtehuder Straße)
- 1913: Bismarckturm in Dresden-Cossebaude
- 1913: Entwurf für einen Schmuckplatz in Hartha als Wettin-Platz (heute: Stadtpark)
- 1916: Jakobsbrunnen auf dem Friedhof in Waldheim (zusammen mit Georg Kolbe)
- 1922: Kriegerehrung in Demitz-Thumitz
- 1946: Ehrenanlage für Luftkriegsopfer auf dem Johannisfriedhof in Dresden-Tolkewitz

### Schriften
- Gedanken zu den Bauten der Heilandskirche in Dresden-Cotta. In: Georg Laube: Denkschrift zur Weihe der Kirche und der kirchlichen Bauten der ev.-luth. Heilandskirchgemeinde in Vorstadt Dresden-Cotta am Himmelfahrtstage, den 26. Mai 1927. Dr. Güntzsche Stiftung, Dresden 1927.